# Mário Roberto Emmett Anglim
Mário Roberto Emmett Anglim CSsR (* 4. März 1922 in Lombard, Illinois, Vereinigte Staaten; † 13. April 1973) war ein US-amerikanischer Ordensgeistlicher und Prälat von Coari.

## Leben
Mário Roberto Emmett Anglim trat der Ordensgemeinschaft der Redemptoristen bei, legte am 2. Februar 1942 die Profess ab und empfing am 6. Januar 1948 die Priesterweihe.
Papst Paul VI. ernannte ihn am 24. April 1964 zum ersten Prälaten der im Vorjahr errichteten Territorialprälatur Coari. Er nahm an der dritten und vierten Sitzungsperiode des Zweiten Vatikanischen Konzils als Konzilsvater teil.
Am 23. März 1966 ernannte ihn der Papst zum Titularbischof von Gaguari. Der Erzbischof von Chicago, John Patrick Cody, spendete ihm am 2. Juni desselben Jahres die Bischofsweihe; Mitkonsekratoren waren der Erzbischof von Manaus, João de Souza Lima OCist, und der Bischof von Juazeiro, Thomas William Murphy CSsR.
Vom 2. Mai 1970 an war er zudem Apostolischer Administrator der Territorialprälatur Lábrea.